# Histoire de la république démocratique du Congo
Cet article présente un résumé de l'histoire de la république démocratique du Congo. Le pays qui porte aujourd’hui le nom de république démocratique du Congo est peuplé depuis au moins 200 000 ans av. J.-C. environ. Il y eut des grands États centralisés sur ce territoire comme les Kongo, les Basongyes de la province de Lomami Kuba, Garengaze, Lunda et l'Empire luba. Les Européens ne reconnaissent la région qu'en 1482-1483 avec la découverte de l'embouchure du fleuve Congo par le marin portugais Diogo Cão (1450-1490). Le royaume du Kongo est alors à son apogée. À partir de 1879, l'explorateur Henry Morton Stanley (1841-1904) explore l'intérieur du futur pays pour le compte du roi des Belges Léopold II. Au cours de la conférence de Berlin (1884-1885), ce dernier parvient à faire reconnaître aux autres puissances européennes sa prise de possession du Congo. C'est le début de la colonisation. Le secteur contrôlé prend le nom d'État indépendant du Congo bien qu'il soit en fait la propriété personnelle de Léopold. En 1908, le Parlement belge reprend, par legs du roi Léopold II, la tutelle sur le territoire, nouvellement dénommé Congo belge.
Le 30 juin 1960 le Congo arrache son indépendance à la Belgique. Patrice Lumumba (1925-1961) joue un rôle capital dans cette émancipation. Chargée d'espoir, l'indépendance bascule le pays dans le chaos : le Katanga puis le Kasaï font sécession.  Craignant pour leur vie, les Belges s'enfuient ; la Belgique puis les Nations unies envoient des troupes ; les gouvernements congolais se succèdent après l'assassinat de Lumumba le 17 janvier 1961.
En 1965, Joseph-Désiré Mobutu (1930-1997), chef d'état major de l'armée, renverse par un coup d’État le président Joseph Kasa-Vubu. Le Congo retrouve une certaine stabilité au prix d'un régime autoritaire. Mobutu, qui a renommé le pays en Zaïre en 1971, se maintient au pouvoir pendant trente deux ans. En 1997, durant la première guerre du Congo, l'avancée de l'Alliance des forces démocratiques pour la libération du Congo (AFDL), une force armée rebelle soutenue par le Rwanda et l'Ouganda, l'oblige à fuir Kinshasa. Le régime tombe, affaibli par la crise économique, discrédité par la corruption, et abandonné par les puissances occidentales. Le porte-parole de l'AFDL, Laurent-Désiré Kabila, se proclame chef d'État en mai 1997, et renomme le pays en république démocratique du Congo (RDC). Kabila conduit le pays d'une manière aussi autocratique que son prédécesseur et en 1998 le pays plonge dans une nouvelle guerre (deuxième guerre du Congo) à la suite de tensions entre Kabila et ses anciens alliés (Rwanda et Ouganda). Après l'assassinat de Kabila en 2001, Joseph Kabila lui succède. Depuis la fin du conflit en 2003, le Congo est entré dans une phase de démocratisation, marquée notamment par la tenue d'élections libres en 2006, 2011, 2018. En janvier 2019, Félix Tshisekedi, succède à Joseph Kabila à la présidence de la république démocratique du Congo, cette succession représente la première alternance pacifique dans l'histoire politique de la RDC. Lors des élections de 2023, dans un contexte de recrudescence de violence dans l'est du pays, Félix Tshisekedi est réélu comme président.

## Préhistoire

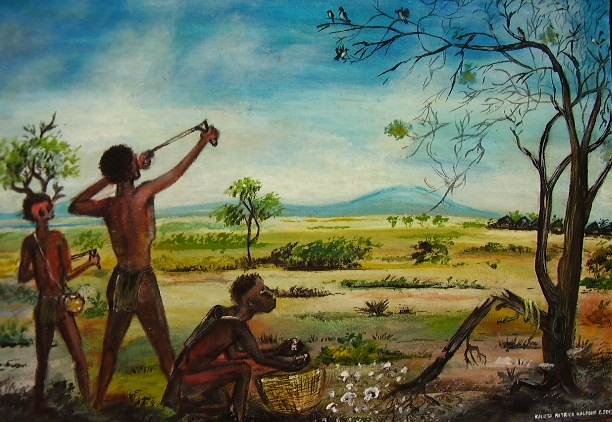
À la recherche de la nourriture (tableau de Patrick Kaluta Kalpone)

La zone qui porte aujourd’hui le nom de république démocratique du Congo est peuplée depuis au moins 200 000 ans environ d'après les découvertes de pierres taillées sur les sites de Mulundwa (Katanga), Katanda et Senga (Kivu). Des vestiges archéologiques de l'Homo sapiens (os, pointes de harpons, outils en quartz) ont été découverts à Ishango (une localité située à proximité de l’Ouganda, au sud-est du pays et au nord du lac Édouard) dans le parc national des Virunga et datées entre 25 000 et 20 000 ans.
Les os découverts à Ishango sont restés notoires par les encoches qu’ils comportent. Ces encoches ont donné lieu à des interprétations controversées.
Des peuples bantous venus d'une zone comprise entre l'est du Nigeria et les Grassfields du Cameroun viennent s'installer dès 2 600 ans av. J.-C..
La culture Urewe désigne l'âge du fer ancien, dans la région des Grands Lacs, dont le Kivu.

## Royaumes africains

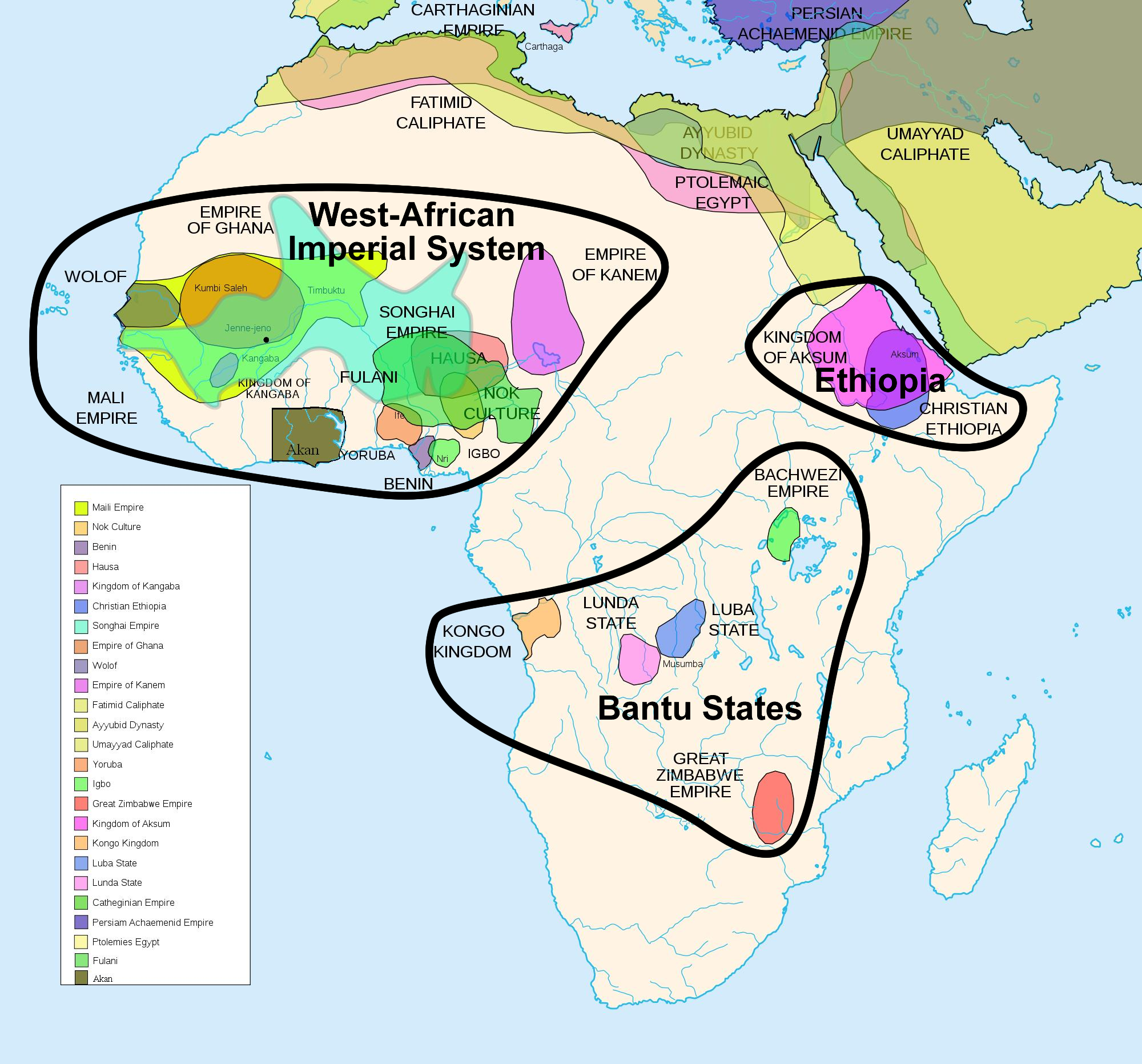
Anciens royaumes africains

- Liste de civilisations de l'Afrique précoloniale
- Esclavage en Afrique
- Bantous, Expansion bantoue (depuis -2000 AEC)
- Royaume de Ndongo (1350c-1657), vassal du Kongo, dans l'actuel Angola
- Royaume Bushi (1380c-1880c), au Sud-Kivu
- Royaume du Kongo (1390c-1914), capitale Mbanza-Kongo, partiellement christianisé dès 1600, Manikongo, liste des manikongos
- Royaume de Cacongo (1450c-1885), longtemps vassal du Kongo
- Royaume de Loango (1550-1883), Ancien port d'embarquement des esclaves de Loango
- Empire luba (1585–1889)
- Royaume Lunda (1600c-1887), peuple Lunda, (Fédération des empires Lundas)
- Royaume Kuba (1625-1900), bantou, au Kasaï-Occidental
- Royaume Tio (1630c-1892) ou Anziku, Batéké, Makoko)

Les grands royaumes (Luba, Lunda, Kongo) se forment entre les premiers siècles après Jésus-Christ et avant le XVe siècle, époque de l'arrivée des premiers portugais sur le littoral atlantique. Mais de nombreuses populations vivent alors dans des chefferies, de petites principautés plus ou moins autosuffisantes. À partir de cette époque, on voit ces royaumes éclater sous l’impulsion de la traite et l’émergence de nouveaux rapports de force qui déboucheront sur la colonisation. Des jésuites portugais christianisent les rois et les peuples du Kongo.

## Arrivée des Européens (1482)
L' exploration européenne de l'Afrique subsaharienne est tardive. Les mappemondes anciennes attestent de l'ignorance générale, sauf pour ce qui serait à l'est la côte swahili. Le commerce transsaharien reste méconnu. L'École majorquine de cartographie accompagne les efforts de navigation exploratoire des puissances maritimes. La circumnavigation du continent africain s'amorce au XIIIe siècle.
L'arrivée des Portugais (navigateurs, commerçants, militaires, missionnaires), à commencer par Diogo Cão (1450-1490) ouvre les populations de la partie occidentale à d'autres formes de commerce international, concernant principalement l'or, l'ivoire et les esclaves. Le commerce triangulaire, portugais, néerlandais, français, britannique, ou autre, vient compléter et amplifier des réalités d'esclavage en Afrique, la traite orientale concernant uniquement les sultanats des régions orientales.

## Expéditions préludes à la fondation de l'État indépendant du Congo (1874)
L'idée de partage de l'Afrique se propage dans les années 1850-1880, bien avant la conférence de Berlin (1884-1885). L'exploration intérieure de l'Afrique reste en 1800 limitée aux grands fleuves : source du Nil.
Entre 1874 et 1877, Henry Morton Stanley (1841-1904), explorateur britannique, pénètre l'Afrique équatoriale, jusqu'alors terra incognita pour les Européens. Sur son bateau à vapeur, il descend le fleuve Congo, principale voie de pénétration, et cartographie la zone, pour un journal. Entre 1879 et 1884, l'explorateur effectue un deuxième voyage à travers le Congo, mais cette fois en remontant le fleuve. Sa mission est de créer des postes pour le compte de l'Association Internationale Africaine (AIA), que préside le roi des Belges Léopold II. L'Association a officiellement un objectif scientifique et philanthropique : il s'agit de continuer à cartographier la région et à lutter contre l'esclavage, en rachetant notamment les esclaves aux marchands afro-arabes. Elle s'avère surtout un moyen d'expansion et d'acquisition d'un nouveau territoire pour le roi de Belges. Stanley et ses compagnons négocient avec les chefs locaux pour s'approprier les terres et exploiter les richesses du pays. Des missionnaires protestants débarquent.
En 1884-1885, au cours de la Conférence de Berlin, les grandes puissances européennes reconnaissent l'Association Internationale du Congo (AIC succédant à l'AIA). Derrière celle-ci, opère en fait Léopold II qui se voit en fait reconnaître son autorité sur un gigantesque territoire en Afrique centrale. Ce territoire, découpé par Stanley, et encore en grande partie inexploré, est nommé État indépendant du Congo (1885). Derrière la façade de l'AIC, cet État est en fait la propriété personnelle du roi.

## Colonisation belge du Congo (1885-1890)
La colonisation du Congo se réfère à la période comprise entre la prise de possession par le roi Léopold II de Belgique en 1885 et l'indépendance en 1960.

### État indépendant du Congo, propriété du roi Léopold II (1885-1908)
Le roi Léopold II prend possession du territoire en son nom propre sous le nom d’État Indépendant du Congo. Des expéditions d'exploration sont lancées, et les voies de communication développées. La maîtrise du territoire s'achève en 1894 pour l'essentiel avec la fin de la guerre contre les Arabo-Swahilis.
L'exploitation intensive du territoire commence alors, où se côtoient tant les missionnaires que les aventuriers à la recherche de fortune facile par tous les moyens. La population locale doit notamment récolter par le travail forcé pour le compte du Domaine royal ou de compagnies privées du caoutchouc. Le marché de ce matériau est alors en pleine expansion en raison de la demande mondiale en pneus. À la fin du XIXe siècle, on commence à découvrir les richesses minières du Congo : le cuivre, l'or, le diamant... Après avoir servi à rembourser les emprunts, la vente du caoutchouc et des produits miniers, facilitée par la toute nouvelle ligne de chemin de fer Matadi-Léopoldville, fait la fortune de Léopold II, qui fait construire de nombreux bâtiments à Bruxelles et Ostende.
Au cours de la période 1885-1908, la population eut à souffrir de cette exploitation forcée, de façon directe ou indirecte. De très nombreuses exactions (meurtres, mutilations, tortures…) sont commises, et la population décroît. Il y a cependant des protestations contre ces traitements , notamment de la part de l’écrivain Mark Twain, du diplomate britannique Roger Casement, dont le rapport de 1904 condamne les pratiques en vigueur au Congo et surtout du journaliste anglais du West Africain mail Edmund Dene Morel. Il y a également les photographies d'une britannique, Alice Seeley Harris. À la suite de ces dénonciations, Léopold II est contraint de laisser sa colonie à l’État belge.

### Congo belge (1908-1960)
En 1908, le Parlement belge reprend la tutelle sur le territoire désormais appelé Congo belge. Une colonisation plus « classique » se met en place. Un ministre des Colonies est institué tandis qu'un gouverneur général est installé sur place, à Boma. Un réseau d'établissements sanitaires permet de faire reculer les maladies et la malnutrition. L'enseignement est développé notamment par les missionnaires protestants et catholiques. Mais le pays est mis en exploitation, avec notamment la découverte des ressources minières du Katanga. Le travail forcé, en particulier dans les mines, persiste sous diverses formes jusqu'à la Seconde Guerre mondiale (1939-1945). S'agissant de l'éducation, comme l'explique un recueil destiné aux fonctionnaires de la colonie, l'objectif consiste à « toucher [...] la personnalité intime de l'indigène, à transformer sa mentalité, à le rallier dans son for intérieur à l'ordre social nouveau ».
Les Congolais s'acculturent à l'Europe par l'intermédiaire des missions qui établissent des écoles et des chapelles à travers le pays, par l'incorporation dans l'armée (la Force publique) ou par le travail de boy (serviteur) pour les Blancs. En travaillant dans les mines, sur les chantiers de chemin de fer ou dans les plantations, ils découvrent le salariat alors que l'économie domestique était principalement fondée sur le troc.
Le contrôle de la population se structure, ayant notamment recours au fichage ethnique et à des méthodes de colour bar. Les Blancs ne vivent pas dans les mêmes quartiers que les Noirs. Ces derniers ne peuvent accéder qu'aux postes subalternes dans l'administration, la police, l'armée ou dans l'enseignement. Une émancipation de la population, notamment par l'accès à des études supérieures, n'est envisagée qu'à l'aube de l'indépendance en 1960. À cette date, il n'y a aucun médecin ou juriste congolais. Toutefois, depuis la fin de la Seconde Guerre mondiale émerge la classe des évolués, des Congolais instruits, salariés, citadins, dont le mode de vie ressemble à celui d'un Européen. C'est parmi eux que se trouveront les leaders de la lutte pour l'indépendance : Patrice Lumumba (1925-1961), Joseph Kasa-Vubu (1917-1969), Moïse Tshombé (1919-1969).
Lors du déclenchement de la Première Guerre mondiale, la Force publique participe à la campagne victorieuse contre l'Afrique orientale allemande. La Belgique récupère par conséquent le protectorat sur le Ruanda-Urundi. Au cours de la Seconde Guerre mondiale, la Force publique remporta un certain nombre de victoires sur les troupes italiennes en Afrique du Nord. Le Congo belge fournit aussi le minerai d'uranium extrait de la mine de Shinkolobwe et employé pour les bombes nucléaires d'Hiroshima et Nagasaki. Les États-Unis négocient un droit de préemption sur l’uranium de la colonie pour le développement de leur armement nucléaire. Avant l'indépendance, le pays compte 14 000 km de voies ferrées et une centaine de centrales électriques ou à charbon. Il est un des principaux producteurs au monde de cuivre et de diamant.

### Accession à l'indépendance (1956-1960)
Les Belges pensent avoir trouvé le système parfait : une présence permanente tout en gardant l'estime des Africains. L'amélioration lente mais continue du niveau de vie semble justifier les vertus de la colonisation belge. Mais sous cet ordre en surface se développent des revendications venant de sectes religieuses, des tribus et des intellectuels. Vers 1920, Simon Kimbangu (1887-1951) prêche une forme originale de christianisme ; les autorités belges jugeant son enseignement subversif le condamnent à mort puis à la détention perpétuelle.
Cependant, la prise de conscience politique des Congolais se manifeste tardivement. En 1956, sont publiés trois manifestes, Conscience Africaine, la Déclaration de l'épiscopat du Congo belge et le Contre-Manifeste. Dans le premier texte, les signataires notamment Joseph Malula (1917-1989, futur cardinal de Kinshasa), Joseph Ileo (1921-1994) et d'autres élèves des "Pères de Scheut" (Congrégation du Cœur Immaculé de Marie), revendiquent « l'émancipation politique complète dans un délai de trente ans ».
Dans le second texte, l'Église prend ses distances avec l’État colonial en insistant sur le fait que les Congolais « ont le droit de prendre part à la conduite des affaires publiques ».
Le Contre Manifeste rédigé par l'Alliance des Bakongo (ABAKO) de Joseph Kasa-Vubu est encore plus radical en exigeant l'émancipation immédiate. En 1957, la Belgique accepte l'organisation d'élections locales.
Les Congolais votent pour la première fois. L'annulation d'un meeting de l'ABAKO provoque le 4 janvier 1959 des émeutes à Léopoldville que la répression militaire noie dans le sang (quelques centaines de morts, tous Congolais).
En octobre, les gendarmes ouvrent le feu lors d'une manifestation du MNC, faisant 30 morts et des centaines de blessés.
Au début de l'année 1960, au cours d'une table ronde réunissant à Bruxelles des indépendantistes congolais et des délégués du Parlement et du gouvernement belges, l'indépendance du Congo est fixée au 30 juin de la même année. Une partie significative de la population européenne commence à quitter le pays,.
La Belgique précipite l'événement car elle craint une rébellion du Congo (car au même moment, les Algériens se battent pour leur indépendance) et un isolement international dans un contexte où les grandes puissances (Royaume-Uni et France principalement) se séparent une à une leurs colonies en Afrique Noire.
Enfin, la métropole espère conserver finalement la mainmise sur son ex-colonie : les grandes entreprises et les officiers de l'armée congolais resteront belges tandis que les futurs dirigeants solliciteront l'aide de conseillers belges. La Belgique organise des élections législatives pour élire les membres du parlement à qui elle signerait et remettrait les documents signifiant l'indépendance de la république démocratique du Congo. Patrice Lumumba joue un rôle crucial, mettant en avant une vision nationale du Congo et non fédérale comme le voulaient les Belges et des Congolais opportunistes.
Le MNC de Lumumba et ses alliés remportent les élections nationales avec 65 % de sièges au Parlement. L'État indépendant sera sous régime parlementaire, le Premier ministre étant le chef du gouvernement, le président n'ayant qu'un rôle symbolique. À l'occasion de la nomination du président, Lumumba convainc ses amis et alliés d'offrir ce poste à son adversaire Joseph Kasa-Vubu car estime-t-il la victoire contre les colons est d'abord celle de tous les Congolais.

## Première République: République du Congo (Léopoldville) (1960-1965)
Joseph Kasa-Vubu (1917-1969) est président de la république du Congo tandis que Patrice Lumumba (1925-1961) occupe les postes de Premier ministre et ministre de la Défense. Très rapidement, les relations avec la Belgique se tendent. Quelques jours après l'indépendance, les soldats de la Force publique, foyer de la ségrégation raciale, se mutinent à la suite de la provocation de son commandant en chef, le général belge Émile Janssens. Les mutins pillent les propriétés des Européens, s'en prennent aux officiers et aux civils européens. Le gouvernement belge envoie des troupes pour protéger ses ressortissants. La révolte militaire s'éteint après le limogeage de Janssens par Lumumba et la promotion immédiate de Congolais comme officiers de la Force publique. L'ami de Lumumba, Joseph Mobutu, est nommé chef d'État major avec le grade de colonel.
Dans le même temps, le 11 juillet, Moïse Tshombé, d’origine lunda, déclare l'indépendance de la riche province minière du Katanga (représentant 70 % des devises) sous le nom d'État du Katanga, avec le soutien de la Belgique. Le 14 juillet, Kasa-Vubu et Lumumba rompent leur relation diplomatique avec l'ancienne métropole. À son tour, la province du Sud-Kasaï fait sécession sous l’égide d’Albert Kalonji. Lumumba s'adresse à l’ONU pour être aidé à reprendre le contrôle du Katanga ; si le secrétaire général des Nations unies Dag Hammarskjöld envoie bien des Casques bleus, il ne leur donne pas l'ordre d'attaquer les sécessionnistes du Katanga. L'ONU ordonne à la Belgique de retirer ses troupes, mais, après plusieurs résolutions contradictoires, rejette l'option militaire et qualifie le conflit au Katanga de « conflit intérieur ». Le 12 août, la Belgique signe un accord avec Tshombé, reconnaissant de facto l'indépendance du Katanga. Alors que Lumumba décide de réagir en envoyant des troupes reprendre la région, l'ONU revient sur sa position initiale et impose militairement un cessez-le-feu, empêchant l'entrée des troupes congolaises. Dans un télégramme en date du 26 août, le directeur de la CIA Allen Dulles indique à ses agents à Léopoldville au sujet de Lumumba : « Nous avons décidé que son éloignement est notre objectif le plus important et que, dans les circonstances actuelles, il mérite grande priorité dans notre action secrète ».
Lumumba demande alors l’aide de l’URSS qui répond favorablement en lui envoyant notamment des techniciens, des avions et véhicules militaires. Pour le président des États-Unis, Dwight D. Eisenhower, il est évident que Lumumba est un communiste. Craignant qu'un bastion communiste se crée au centre de l’Afrique, le président américain donne l'ordre à la CIA d'éliminer Lumumba mais la tentative d’empoisonnement échoue. Voyant que son Premier ministre n'arrête pas de se faire des ennemis, le président Kasa-Vubu le démet de ses fonctions. Soutenu par le Parlement, Lumumba, à son tour, démet le président de ses fonctions.
Partagée entre les deux hommes, l'ONU vote finalement la confiance à Kasa-Vubu. À la suite de ce qui est connu comme le premier coup d'état, Joseph Mobutu est nommé Premier ministre pendant que Lumumba est placé en résidence surveillée à Kinshasa le 10 octobre 1960. Ce dernier s’enfuit et tente de rejoindre ses partisans à Kisangani (Stanleyville) mais des soldats de Mobutu le capturent. Kasa-Vubu et son nouveau Premier ministre l'envoient par avion à son ennemi, Moïse Tshombé, leader du Katanga indépendant. Le 17 janvier 1961, il est exécuté par un peloton sous les yeux de ministres katangais et d'officiers belges. La radio préfère annoncer que Lumumba a été victime de villageois. 
Suit une période de grande instabilité où, avec l'aide de l'ONU, le gouvernement de Kinshasa reprend peu a peu le contrôle de la totalité du pays (cf en particulier la fin de la Sécession du Katanga et de la Rébellion Simba). Les Premiers ministres, dont Moïse Tshombé, se succèdent jusqu'à ce que Mobutu mène le 24 novembre 1965 un deuxième coup d’État militaire qui, cette fois, renverse le président Kasa-Vubu.

## Seconde République de Joseph Mobutu: le Zaïre (1965-1997)

### Mise en place de la dictature
Immédiatement après le coup d'État, Joseph Mobutu (1930-1997) s'autoproclame président. En quelques années, Il vide de son contenu la constitution républicaine et crée une véritable dictature. Il se fait accorder ou s'octroie des pouvoirs exceptionnels : il cumule les fonctions de premier ministre, de chef de l'armée et de législateur. Il nomme les ministres. Le Mouvement populaire de la révolution (MPR) est le parti-État auquel toute la population doit adhérer. Le régime de Mobutu est fondé sur l’autorité et le nationalisme, qui sont les secrets de sa longévité. D’entrée, Mobutu se présente comme le libérateur des Noirs, en nationalisant les mines (1966) et déboulonnant les statues coloniales dans la capitale Léopoldville rebaptisée Kinshasa la même année. Les Congolais qui viennent de sortir de l’époque coloniale sont alors très sensibles à cette propagande.
La police politique recherche, intimide ou torture les opposants politiques. À la suite de voyages en Chine et en Corée du Nord, Mobutu met en place le culte de sa personnalité. Son portrait apparaît à la télévision juste avant le journal du soir. Des panneaux dans les rues vantent sa politique ; des chants célèbrent ses vertus.

### Zaïrianisation et recours à l'authenticité
Dès 1971, Mobutu prend une série de mesures pour se détacher de tout ce qui peut rappeler l'Occident. Le pays est renommé « république du Zaïre ». Les Congolais doivent adopter des noms africains (suppression des prénoms occidentaux, et rajout d'un « postnom ») à l'image de Mobutu qui se fait appeler Mobutu Sese Seko Kuku Ngbendu wa Zabanga. La tenue vestimentaire abacost est imposée aux hommes en lieu et place du costume-cravate. Une nouvelle monnaie - le zaïre divisé en 100 makuta (singulier likuta) - remplace le franc congolais. De nombreuses villes sont rebaptisées : Stanleyville devient Kisangani, Elisabethville Lubumbashi.
Lors du sixième anniversaire de l’indépendance, un défilé résume l’histoire du pays, montrant notamment le Belge infligeant la chicotte. En arrière-plan, les relations entre la Belgique et le président sont bonnes : en 1968, en voyage à Bruxelles, Mobutu reçoit le Grand Cordon de l'ordre de Léopold. Le roi Baudouin est à son tour reçu au Zaïre en 1970 et 1985.
Décidée par Mobutu en novembre 1973, la « zaïrianisation » a constitué l'un des événements des plus importants de la politique menée par le régime mobutiste, à savoir la nationalisation progressive des biens commerciaux et des propriétés foncières qui appartenaient à des ressortissants ou groupes financiers étrangers. En réalité, si cette mesure s'inscrivait officiellement dans un effort visant à la réappropriation nationale de l'économie ainsi qu'à la redistribution des richesses acquises pendant la colonisation, elle constitue surtout un échec.
Le 25 janvier 1978, au moins 500 personnes au moins sont exécutées par le régime près de la ville d'Idiofa, à la suite de la rébellion d'un mouvement religieux. Les supposés chefs de ce mouvement sont pendus en public. En 1979, des centaines de chercheurs de diamants qui avaient organisé un trafic sont massacrés par les troupes d'élite à Mbujimayi

### Économie
Après la première guerre du Congo, Joseph Mobutu, nouveau chef d’État s’est engagé à regagner la confiance des milieux d’affaires étrangers. En 1966, les puissantes industries minières du Kasaï et du Katanga ont été nationalisées. C'est alors l’âge d’or du Congo, maintenant indépendant : en 1967 1 franc congolais vaut alors 2 dollars américains, les écoles publiques se développent et l’exode rural s’accélère ; les prix du café, du cuivre ou d’autres minerais sont florissants. La réalisation de grands travaux (le barrage hydroélectrique d’Inga sur le Congo), le financement d'un programme spatial donnent l'impression que le Zaïre, à l'image de certains pays asiatiques émergents, est un dragon africain. Cependant l’économie du pays est encore, comme à l’époque coloniale, trop tournée vers l’exportation et donc fragile.
À partir de 1973, le pays est touché par une crise économique aiguë, causée par la baisse des prix du cuivre et à l’augmentation de ceux du pétrole. La corruption se généralise et l'inflation devient galopante tandis que Mobutu privatise de nombreuses entreprises à son nom ou aux noms de ses proches (« Zaïrianisation »). Le pays produit d’importantes quantités de café pour l’exportation mais ne couvre pas ses besoins alimentaires, Mobutu fait importer des céréales et de la viande d’Afrique du Sud et de Rhodésie au lieu de moderniser l’agriculture du pays qui, vu son climat, pourrait facilement subvenir à ses besoins. Dans les années 1980, l'économie congolaise tourne au marasme : le PIB croît faiblement alors que la croissance démographique explose.
Le FMI accorde en 1981 au Zaïre un crédit de 1,2 milliard de dollars pour faciliter la phase de « relance » de l'économie. Le gouvernement licencie alors 35 000 fonctionnaires. Plus d'une trentaine d'entreprises publiques sont privatisées. En septembre 1983, la monnaie est dévaluée de 99,5 %. Au début des années 1980, un enfant sur deux meurt avant l'âge de cinq ans. Le salaire moyen mensuel d'un ouvrier représente un peu plus de 10 dollars, alors qu'un sac de manioc de 45 kg coûte 52 dollars. L'agriculture d'autosubsistance s'est de ce fait largement développée pour représenter 20 % du PIB en 1979, contre 12 % en 1976.
De manière générale, les nouveaux propriétaires de biens économiques et financiers ne sont pas suffisamment préparés pour assurer une gestion de moyen et de long terme de l'outil de production. Ceux qui n’ont pas fait faillite ont placé d’immenses investissements en Occident. Mobutu détourne les devises d’État de telle façon qu'en 1984 il est un des hommes les plus riches de la planète avec 4 milliards de dollars, l’équivalent de la dette extérieure du pays. La dette s’accroît encore plus avec la construction pharaonique du barrage hydroélectrique d’Inga, chantier légué par la Belgique coloniale et dont le Zaïre n’avait pas besoin. Si le barrage d’Inga a rapporté de l’argent aux entreprises françaises (EDF) ou italiennes, celui-ci, tout comme l'aciérie de Maluku fonctionnent à capacité réduite, faute de maintenance et de personnel compétent,.
La dictature, les persécutions et la paupérisation font fuir les diplômés en Occident (Belgique et France en tête).

### Structures politiques
La mise à disposition de fonds commerciaux et de patrimoines économiques a également constitué un relais du clientélisme entretenu par le pouvoir. Le clan entourant le chef de l'État a ainsi pu bénéficier des fruits de la politique de nationalisation, tout comme ceux qui dans les différentes régions du pays, faisaient allégeance au régime en échange d'un commerce ou d'une propriété foncière. De nombreux pays occidentaux ont signé des conventions avec le Zaïre afin de procéder à l'indemnisation des parties spoliées, mais dans la très grande majorité des cas, ces accords n'ont jamais été appliqués. La corruption devient l'une des caractéristiques du régime.

### Diplomatie
Bien que le régime mobutiste se soit inscrit dès le départ dans le sillage de la guerre froide, en privilégiant des liens étroits avec l'ancienne puissance coloniale belge, les États-Unis et la France, on peut néanmoins parler de manière générale de schéma politique particulier.
- 24 novembre 1965 : Le coup d'État orchestré à Kinshasa n'aurait pas pu avoir lieu sans appuis occidentaux, qui craignent un basculement du géant africain dans la sphère de l'Union soviétique. Le colonel Mobutu représente à leurs yeux la seule alternative face à la politique prônée jadis par le panafricaniste Lumumba et à l'incapacité du président Joseph Kasa-Vubu de stabiliser son gouvernement.
- De 1970 à 1980, le Zaïre constitue une forme de rempart anti-communiste en Afrique, une situation d'autant plus attrayante pour les pays occidentaux que l'endiguement de la sphère soviétique (ex. Congo-Brazzaville), s'accompagne d'un accès au très important sous-sol minier (cuivre, uranium, cobalt, etc.).

Ainsi, en parallèle de la coopération militaire avec des pays comme la Belgique et la France, le Zaïre a également servi de principale base arrière d'approvisionnement en armes de la rébellion du Front national de libération de l'Angola FNLA de Holden Roberto et l’UNITA de Jonas Savimbi, soutenue par les États-Unis et l'Afrique du Sud, contre le régime marxiste angolais.
Un élément clé du conflit dans le Sud-Ouest africain transite ainsi par le canal du régime zaïrois et ce, en échange d'un soutien politique externe mais aussi interne.
- 1977 : des rebelles « katangais » venus d’Angola envahissent le Katanga (Shaba), les troupes de Mobutu sont impuissantes, les rebelles sont repoussés par des troupes marocaines acheminées par l’aviation française[29]
- mai 1978 : à nouveau, 4 000 rebelles venus d’Angola, « les gendarmes katangais », attaquent la ville minière de Kolwezi, comme on les accuse d’avoir massacré des Européens, la Légion étrangère française et des soldats belges interviennent pour mater la rébellion[30].

Dans ces deux opérations, certains ont pu voir une tentative des marxistes angolais d’affaiblir Mobutu qui soutient l’UNITA et le FNLA. Les rebelles en tout cas en noyant les mines de Kolwezi, font aussi fuir pour de bon les ingénieurs, ce qui affaiblit l’économie zaïroise à long terme. Cette guerre interposée entre Luanda et Kinshasa montre aussi l’importance du Zaïre aux yeux des Occidentaux. Pour autant, en dépit des liens étroits entretenus avec les capitales occidentales, le président Mobutu ne ferme à aucun moment véritablement la porte aux pays situés dans l'orbite soviétique et à la Chine. En réalité, il s'agissait plus d'affinités du régime zaïrois pour les oripeaux des différents systèmes communistes que pour l'idéologie de base. Ainsi, le modèle de la révolution culturelle de Mao inspire le dirigeant zaïrois, qui en reprend certains symboles :
- naissance de l'abacost (« à bas le costume ») surmonté d'un col mao,
- publication du petit livre vert (1968), recueil des citations de Mobutu, équivalent du petit livre rouge de Mao
- retour à l'« authenticité » des patronymes individuels.

Bien que largement inférieurs à l'aide occidentale, les appuis issus des pays du bloc de l'Est n'en sont pas moins existants à l'instar de la mise à disposition de coopérants dans l'enseignement ou le financement de micro-projets de développement.
En juillet 1983, Mobutu envoie au Tchad une force de 2 700 soldats pour soutenir le régime d'Hissène Habré menacé par des rebelles, qui sont de leur côté soutenus par la Libye. Ayant ainsi donné des gages d'"anti-kadhafisme", Mobutu se rend à Washington, où il obtint la prise en charge des frais de l'expédition zaïroise par le budget américain, mais aussi un rééchelonnement de la dette du Zaïre à l'égard des États-Unis et la garantie de nouveaux investissements américains dans le pays. Les tensions sont fortes avec la Ligue arabe du fait de ses bonnes relations avec Israël (qui prend notamment en main l'encadrement de sa garde personnelle, dont il doutait de la loyauté).

### Chute de Mobutu (1989-1997)

#### Démocratisation du régime
Avec la fin de la Guerre froide, symbolisée par la chute du mur de Berlin en novembre 1989, le régime de Mobutu perd la plupart de ses soutiens occidentaux. L'arrestation puis l'exécution de son ami Nicolae Ceaușescu en Roumanie semble avoir ébranlé le dictateur. Des manifestations, des grèves, des marches de protestation agitent Kinshasa et d'autres centres urbains. Le 24 avril 1990, dans le « Discours de la démocratisation », Mobutu annonce une série de réformes politiques pour son pays : abandon de la présidence du MPR, multipartisme, des élections d'ici deux ans. Un premier ministre est nommé fin avril. Porté par ce revirement, l'épiscopat zaïrois propose l'organisation d'une Conférence Nationale Souveraine pour soutenir la transition démocratique. Mobutu accepte. Pendant environ un an et demi (août 1991-décembre 1992), la Conférence, réunie à Kinshasa, discute d'une nouvelle constitution pour remplacer celle de Luluabourg (1964) mais ne débouche sur rien. Une « marche de l'espoir » organisée par les chrétiens de Kinshasa est réprimée dans le sang le 16 février 1992. Contrairement au vœu de la rue, Mobutu ne compte pas abandonner le pouvoir. L'élection d’Étienne Tshisekedi wa Mulumba, principal leader de l'opposition radicale, comme premier ministre par les Conférenciers n'apporte pas de changement. Mobutu le démet de son poste le 5 février 1993.
Les tentatives de libéralisation du régime ne résolvent pas la crise économique. Dans les années 1990, le PIB diminue. Le pays n'arrive plus à assumer le service de la dette. Les services publics s'effondrent, l'inflation galopante ruine le pouvoir d'achat (+ 9769 % en 1994). Le 21 septembre 1991, des soldats, impayés, pillent les magasins de Kinshasa et d'autres villes. Nouvelles scènes de pillage, du 28 au 30 janvier 1993, dans la capitale, beaucoup plus violent : on compte environ un millier de morts dont l'ambassadeur de France.

#### Arrivée au pouvoir de Laurent-Désiré Kabila
Le génocide des Tutsis au Rwanda redonne une crédibilité internationale au maréchal Mobutu. Il accepte d'accueillir en Ituri, les réfugiés rwandais, majoritairement Hutu, fuyant les forces armées du Front patriotique rwandais (FPR), mouvement à prédominance tutsi,  par peur de représailles. Le Zaïre accueille 1,5 million de personnes qui traversent la frontière par la « zone humanitaire sûre » mise en place par l’opération Turquoise. Au Rwanda, le FPR ont pris le pouvoir mais s’inquiète de la présence à la frontière zaïroise de ces camps de réfugiés, parmi lesquels se trouvent les milices et les forces armées ayant pris part au génocide, les interahamwe et les ex-Forces armées rwandaises (FAR), et qui se servent des camps pour faire des incursions meurtrières au Rwanda et attaquent la communauté Tutsi du Zaïre. En 1996, le président rwandais Paul Kagame excite les tensions[Quoi ?].
Physiquement, Mobutu est malade : il souffre d’un cancer de la prostate. Son premier ministre Kengo Wa Dondo exerce de plus en plus de pouvoir. L’armée du Zaïre est déliquescente. Seule la Division spéciale présidentielle maintient le régime.
Le Rwanda de Paul Kagame, l’Ouganda de Yoweri Museveni et des Zaïrois se coalise dans un mouvement hétéroclite appelé Alliance des forces démocratiques de libération du Congo (AFDL). Cette rébellion armée, soutenue par les États-Unis de Bill Clinton et l’Angola de Dos Santos, vise officiellement à renverser Mobutu mais sert aussi de couverture à la pénétration par le Rwanda et l'Ouganda du Zaïre pour traquer les réfugiés hutus et accéder aux richesses du sous-sol. Un ancien marxiste congolais, Laurent-Désiré Kabila s'impose à sa tête. Muluba, né à Moba au Katanga, il a milité pour l’indépendance du Congo belge, a fui la guerre civile de 1960-1965 en Tanzanie, devenu là-bas trafiquant d’ivoire et d’or. L'AFDL reçoit le financement de lobbys miniers américains et canadiens. Kabila signera en effet des accords concernant l'exploitation minière avec les sociétés American mineral fields (le futur Adastra), Barrick Gold, First American Diamond, Horsham Corporation, Anglo Gold ashanti.
La faible motivation des soldats zaïrois à résister, la corruption de leurs officiers, la lassitude de la population par rapport au mobutisme facilite l'avancée de l'AFDL. Alors que la rébellion approche de Kinshasa, Mobutu fuit dans sa ville natale de Gbadolite, puis s'envole pour le Togo puis le Maroc. Sans combattre, les forces de l'AFDL entrent dans Kinshasa le 17 mai 1997, bientôt rejointes par Laurent-Désiré Kabila qui s'autoproclame président du pays. L'opposition, historique et non violente, d’Étienne Tshisekedi est ignorée par le nouveau pouvoir.

## République démocratique du Congo: vers la paix et la démocratie? (1997-)
Bien que le Zaïre soit rebaptisé république démocratique du Congo, le régime de Kabila s'avère aussi autoritaire que du temps de Mobutu. Le multipartisme est supprimé, une nouvelle constitution met le président à la tête des pouvoirs exécutifs, législatifs et judiciaire. Il est aussi le chef du seul parti autorisé (l'AFLD), de l'armée, de l'administration et de la diplomatie et choisit les ministres.

### Guerre interafricaine (1998)
Le 26 juillet 1998, volte-face de Kabila qui rompt avec ses anciens alliés extérieurs : le Rwanda et l'Ouganda. Les deux pays envahissent le pays par l'entremise d'une nouvelle rébellion banymulenge, le Rassemblement congolais pour la démocratie (RCD) qui prend rapidement le contrôle de vastes zones à l'est de la RDC. C'est le début de la deuxième guerre du Congo, parfois appelée la Grande Guerre africaine, en raison du nombre de pays belligérants et de morts. Terminé en 2003, c'est le conflit le plus meurtrier depuis la Seconde guerre mondiale. Il est pourtant peu couvert par les médias, sûrement gênés par la complexité du conflit. Ne pouvant pas faire face à l'invasion, Kabila appelle les armées angolaise, zimbabwéenne et namibienne à l’aide. À Kinshasa, Didier Mumengi, ministre de l'information et porte-parole du gouvernement, lance le mot d'ordre de résistance populaire. Il invente le slogan « La Paix se gagne » et organise des « Forces d'Auto-défense Populaire » (FAP). Les envahisseurs se divisent entre le Mouvement de libération du Congo (MLC) de Jean-Pierre Bemba soutenu par l’Ouganda et le Rassemblement congolais pour la démocratie (RCD) soutenu par le Rwanda.

### Intérim présidentiel de Joseph Kabila (2001-2002)

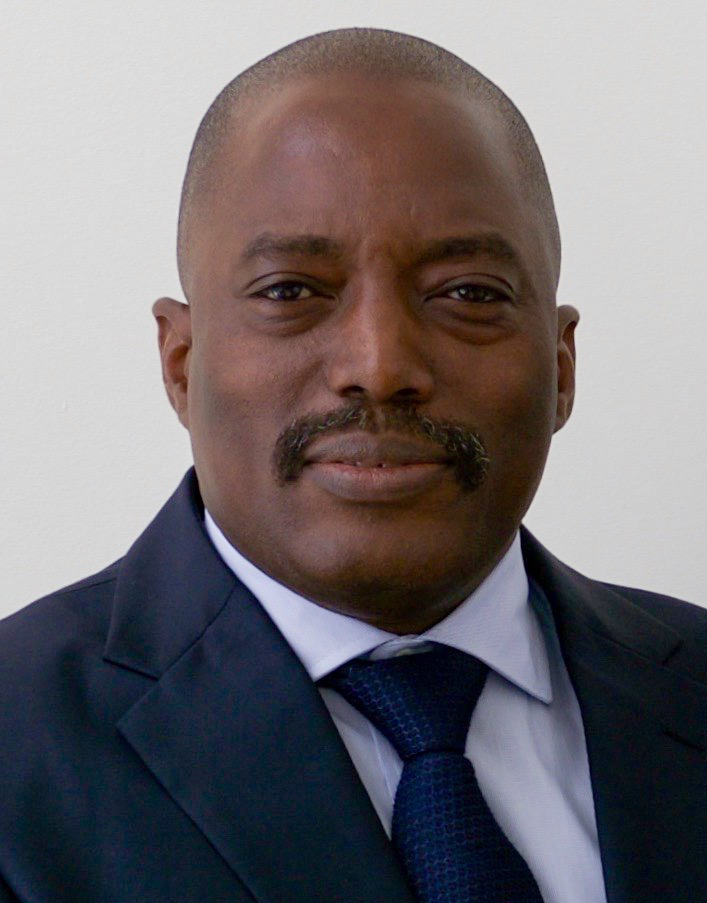
Joseph Kabila

Le président Laurent-Désiré Kabila est assassiné le 16 janvier 2001. Son fils Joseph Kabila (1971-), 28 ans, lui succède le 17 janvier.

### Normalisation, présidences Joseph Kabila (2003-2018)
En 2003, Kabila démarre une transition démocratique. Une nouvelle constitution est adoptée par referendum en 2005. L'année suivante, les premières élections libres depuis 1966 confirment Kabila à la tête du pays. Il remporte son deuxième mandat en décembre 2011, les observateurs nationaux et internationaux des élections jugeant toutefois les élections comme manquant de crédibilité et de transparence. Le pays reste troublé à l'est, dans la région du Kivu et en Ituri, par des bandes armées, des dissidents et des déserteurs.
En 2018, en vue d'une nouvelle élection présidentielle, Kabila est incité par l'Union africaine à respecter la limite du nombre de mandats présidentiels et le choix des urnes. Il ne se présente pas et soutient la candidature de Emmanuel Ramazani Shadary. Le 30 décembre 2018, les élections ont lieu et le 10 janvier 2019, le président de la  Commission électorale nationale indépendante (CENI), Corneille Nangaa nomme Félix Tshisekedi comme Président de la république démocratique du Congo. Le 20 janvier, Félix Tshisekedi est proclamé président par la Cour constitutionnelle. Il prête serment le 24 janvier 2019 au Palais de la Nation, résidence officielle des présidents congolais.
Félix Tshisekedi a noué une alliance de circonstance pendant la campagne électorale avec le parti de Joseph Kabila, devenu sénateur à vie et qui conserve ainsi une influence sur le pouvoir. Leur principal opposant, Martin Fayulu, donné un moment vainqueur de l'élection présidentielle, sur la base d'une fuite de données de la CENI et par la mission d’observation de l’Église catholique congolaise, est arrivé deuxième selon les résultats définitifs de la CENI. Il est contraint de s'incliner devant ce résultat, probablement truqué, la Cour constitutionnelle rejetant son recours. Par son alliance avec le parti de Kabila, Félix Tshisekedi joue aussi la stabilité et prépare la suite de son mandat en composant avec l'assemblée législative où ce parti possède 337 sièges sur 500,.

### Présidence Félix Tshisekedi (2019-présent)

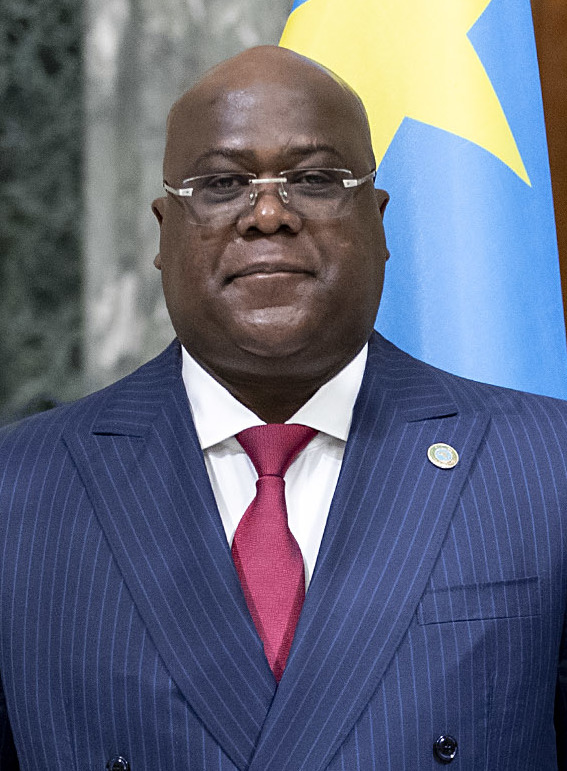
Félix Tshisekedi

- Félix Tshisekedi (1963-)

## Galerie de personnalités politiques récentes
Gouvernement (depuis 2006) :

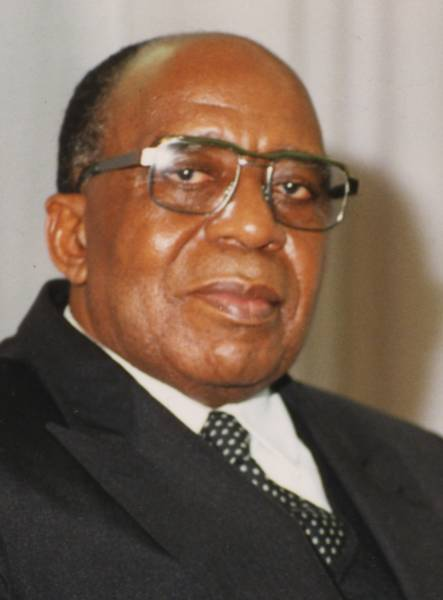
Antoine Gizenga 2006-2008
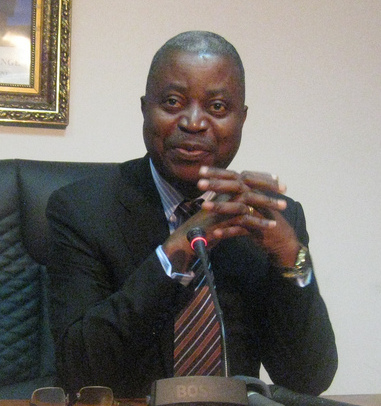
Adolphe Muzito 2008-2012
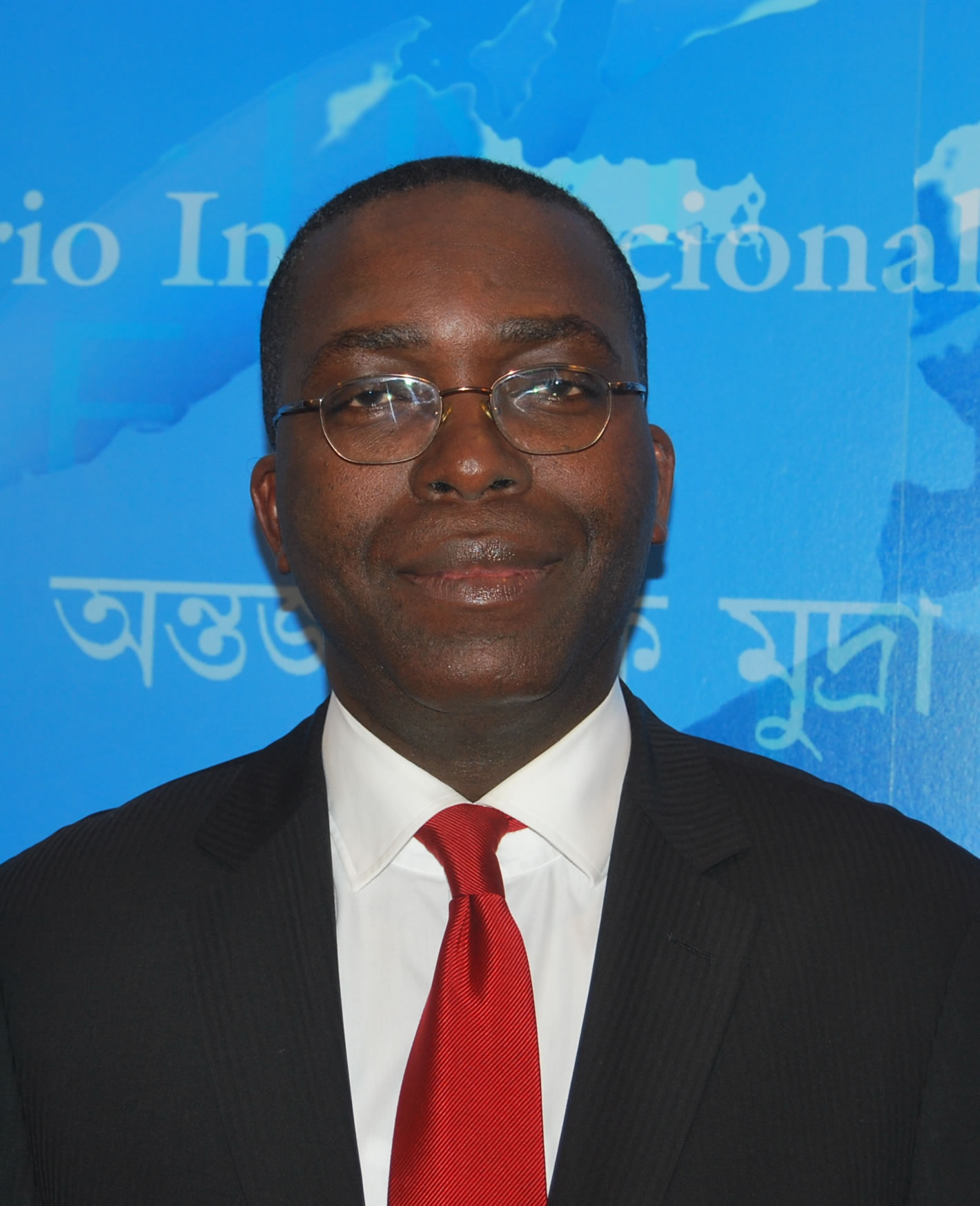
Matata Ponyo Mapon 2012-2016
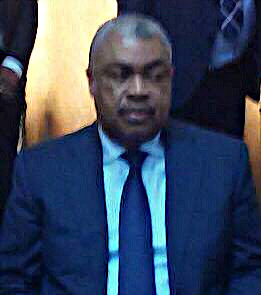
Samy Badibanga 2016-2017

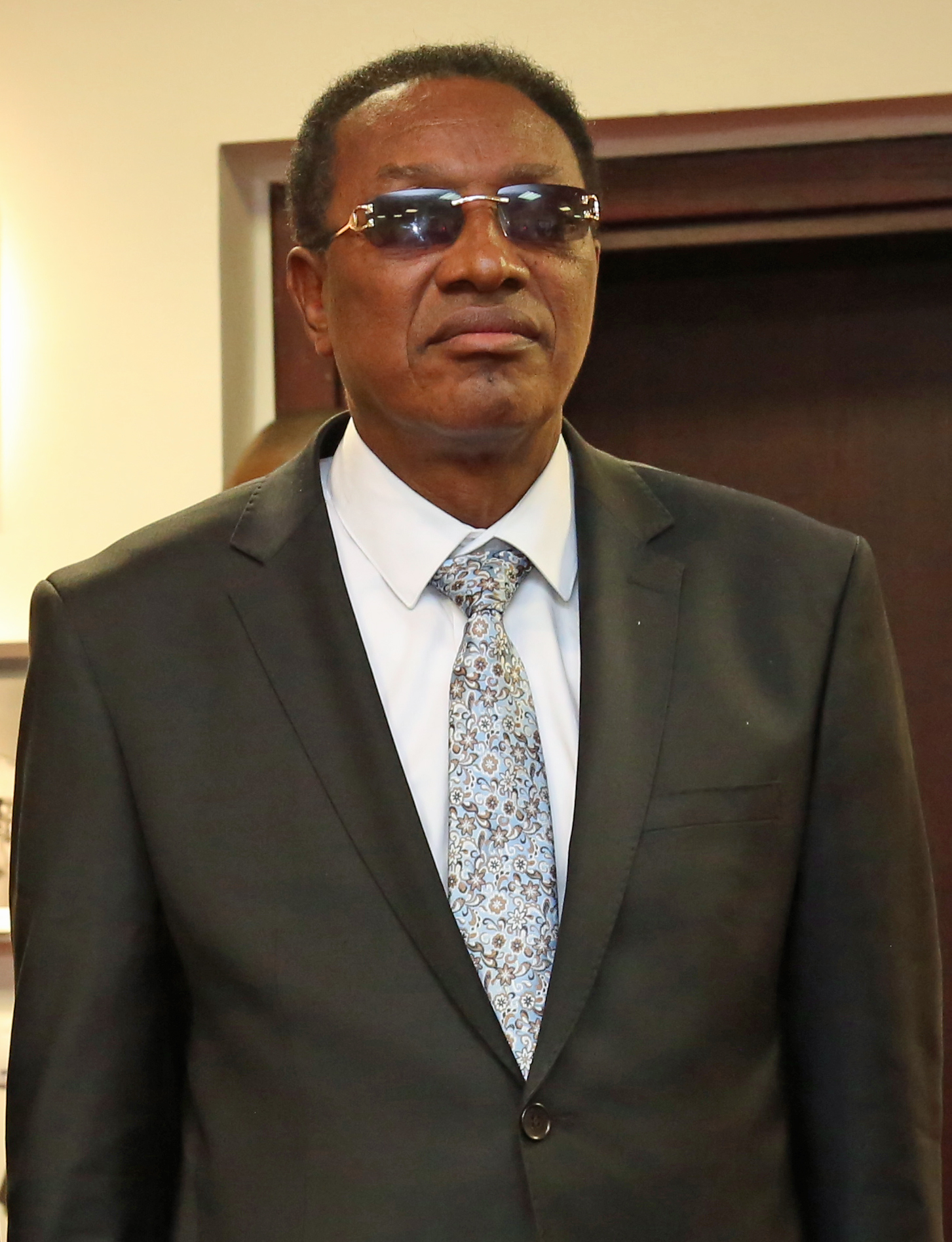
Bruno Tshibala 2017-2019
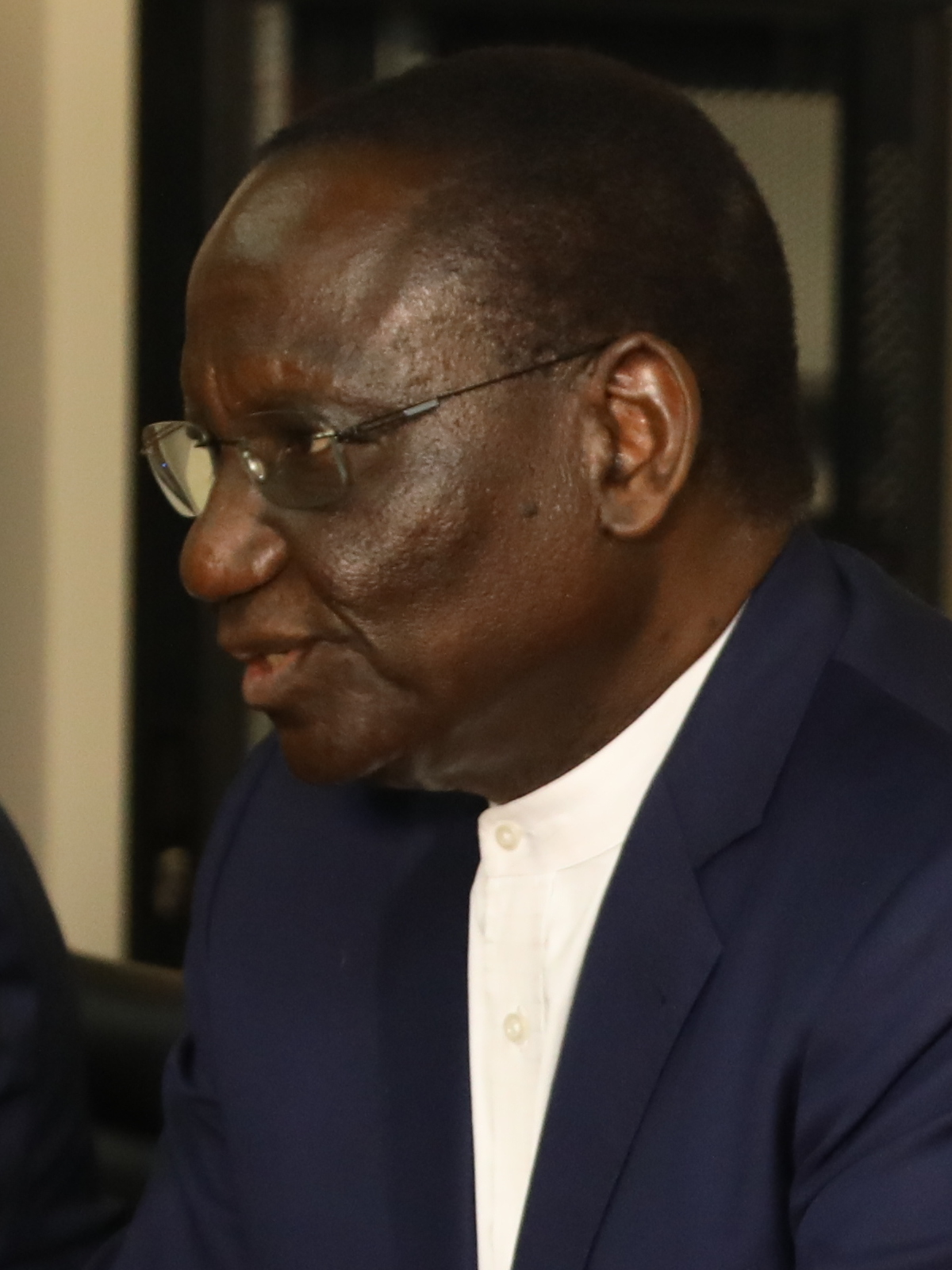
Sylvestre Ilunga 2019-2021
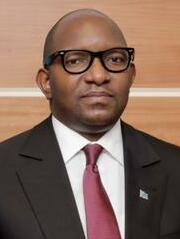
Jean-Michel Sama Lukonde Kyenge 2021-2024
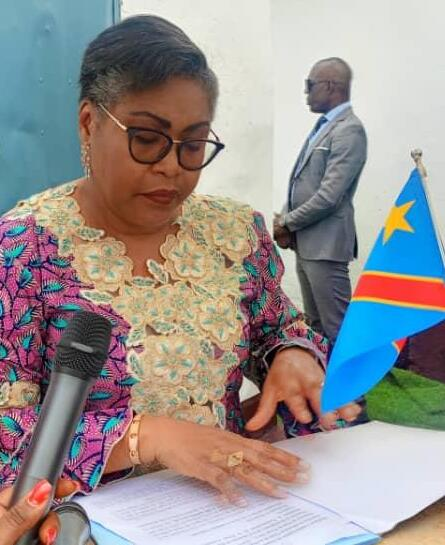
Judith Suminwa Tuluka 2024-présent

#### Congo précolonial
- Histoire du Congo précolonial (RDC)
- Expansion bantoue
- Population de l'Afrique des Grands Lacs
- Liste de civilisations précoloniales en Afrique de l'Est
- Liste de royaumes de l'Afrique des Grands Lacs
- Commerce des esclaves, traites négrières, commerce triangulaire
- Royaume Yeke (1856-1891)
- Exploration européenne de l'Afrique

#### 1880c-1960c: période coloniale
- Expéditions préludes à la fondation de l'État indépendant du Congo, Henry Morton Stanley (1841-1904)
- 1879 : Comité d'études du Haut-Congo, Association internationale du Congo (AIC)
- 1885-1908 : État indépendant du Congo, chemin de fer Matadi-Kinshasa (1898), compagnie du Katanga (1891), Comité spécial du Katanga (1900)
- 1908-1960 : Congo belge, charte coloniale de 1908
- Épidémie de maladie du sommeil dans le bassin du Congo (1896-1906)
- Katanga, Expédition Stairs (1891-1892), Botte du Katanga, négociation de frontières avec les Britanniques
- Campagnes de l'État indépendant du Congo contre les Arabo-Swahilis (1892-1894)
- Révolte des Batetela de Luluabourg (1895), révolte des Batetela (1897-1898), révolte des Batetela de Shinkakasa (1900)
- Campagnes d'Afrique de l'Est (Force publique) (1914-1918)
- Exactions commises dans l'État indépendant du Congo
- Relégation (Congo belge)
- Métis belges
- Hergé, Tintin au Congo (1931)
- Histoire du Congo belge pendant la Seconde Guerre mondiale
- Camps d'internement au Congo belge
- Liste des gouverneurs généraux du Congo belge
- Troubadours du Roi Baudouin (1954-1960), Missa Luba
- Plan de trente ans de Jef Van Bilsen (1956)
- Manifeste de conscience africaine, puis Contre Manifeste
- Alliance des Bakongo (1950-1966), fondée par Joseph Kasa-Vubu
- Mouvement national congolais-Lumumba (1958-)
- Émeutes de janvier 1959 à Léopoldville
- David Van Reybrouck, Congo. Une histoire (2010)

#### Depuis 1960c
- Liste des présidents de la république démocratique du Congo
- Liste des gouvernements de la république démocratique du Congo
- Politique en république démocratique du Congo

- Première guerre du Congo
- Deuxième guerre du Congo